# Graptemys geographica
Graptemys geographica är en sköldpaddsart som beskrevs av Charles Alexandre Lesueur 1817. Graptemys geographica ingår i släktet Graptemys och familjen kärrsköldpaddor. IUCN kategoriserar arten globalt som livskraftig. Inga underarter finns listade i Catalogue of Life.
Honor är större än hannar med en sköld som kan vara 27 cm lång. Hannarnas sköld blir maximal 16 cm lång.
Denna sköldpadda förekommer i stora delar av östra USA och i angränsande områden av Kanada från östra Kansas till New Jersey och söderut till Louisiana och Alabama. Den hittas i norra delen av utbredningsområdet främst i insjöar och längre söderut även i floder som ofta har några djupare ställen. Graptemys geographica äter främst musslor som kompletteras med några andra blötdjur.
Honor har vanligen två kullar med 9 till 17 ägg per år som göms i en hålighet. Nyckläckta ungar är vanligen 25 till 33 mm långa. De stannar allmänt i boet fram till nästa vår. Vissa ungar som föds under tidigare sommaren kan leva 11 månader i boet innan de kommer ut. Honor blir könsmogna efter minst 12 år när skölden är cirka 19 cm lång. När hannar blir könsmogna är okänt. Antagligen kan enskilda exemplar leva 20 år.